# Santa Cecília d'Estamariu
Santa Cecília d'Estamariu és l'església parroquial del terme d'Estamariu dedicada a santa Cecília, abans a sant Vicenç com a continuació de l'església romànica de Sant Vicenç que havia estat el primer temple parroquial. Queden vestigis d'una ermita o capella dedicada a Santa Cecília, una paret de l'antiga capella de Sant Serni i les restes del monestir de Pinsent. Santa Cecília d'Estamariu és una obra protegida com a bé cultural d'interès local.

## L'església parroquial de Santa Cecília

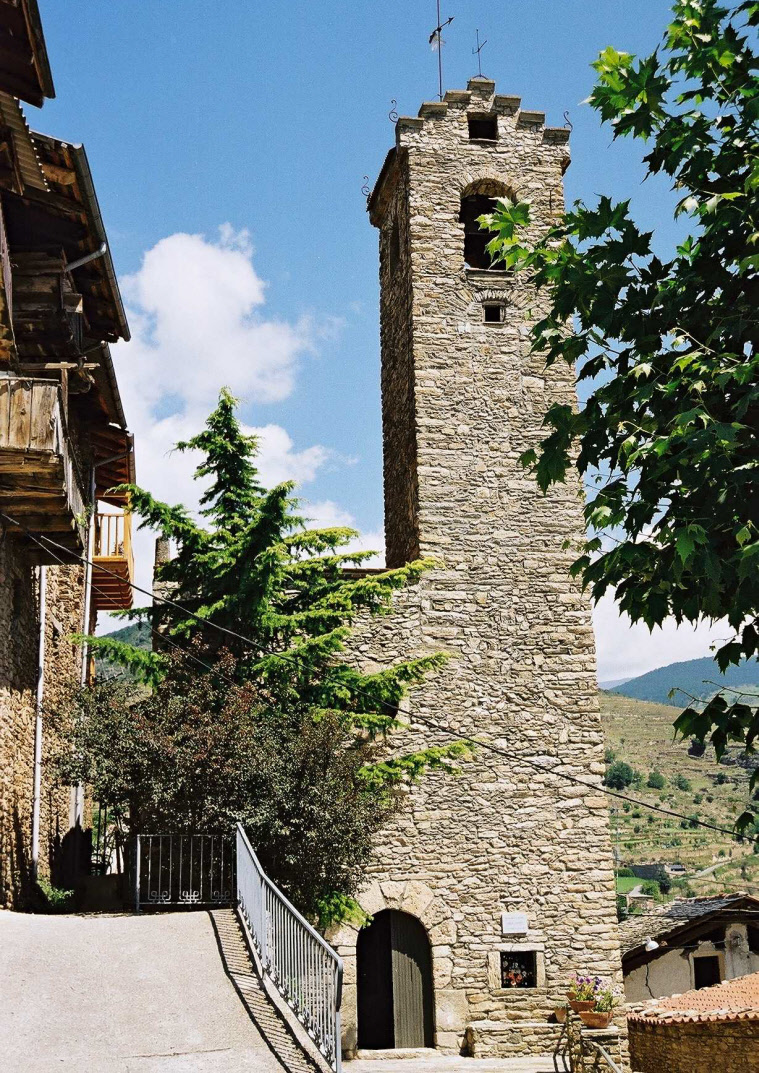
Església de Santa Cecília

Estamariu és esmentat a l'Acta de Consagració de la Catedral de la Seu d'Urgell de l'any 839. En els documents de la visita parroquial del 1758, es diu que a la parròquia vella de Sant Vicenç només hi ha el culte de la festa de Tot Sants, i que el culte durant la resta de l'any havia estat traslladat a l'església del Roser, actual església parroquial de Santa Cecília. Així doncs, l'actual església parroquial, del segle xvii, va ser dedicada en un principi a la Mare de Déu del Roser i més tard a santa Cecília.
Fins al mes de novembre de l'any 1997, però, tenia a l'altar major la imatge de sant Vicenç, a un costat, a la paret de l'esquerre, la de santa Cecília i, a la de la dreta, una imatge del Sagrat Cor. Des de finals de 1997, comparteixen tots tres la paret central de l'altar, després d'una remodelació de l'església. Sant Vicenç i santa Cecília comparteixen, també, el patronatge del municipi. A més d'aquests sants de l'altar major, hi ha una marededeu del Roser (lateral esquerre), una marededeu dels Dolors (capella lateral de la dreta) i un santcrist.

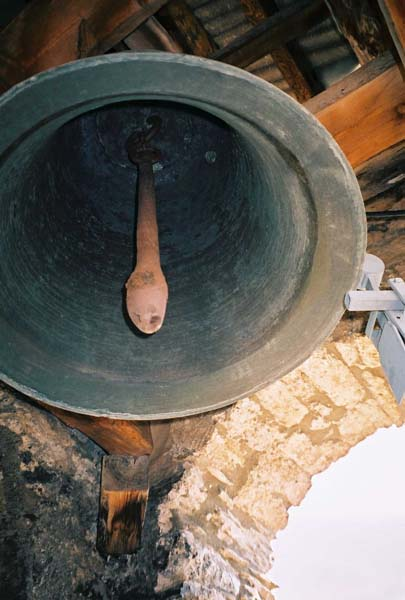
Campana a Santa Cecília

Edifici religiós té una nau de planta rectangular, coberta amb volta de llunetes. És una construcció rústega de pedres no en filades. Té una porta adovellada al frontis. La torre campanar està inclosa dins la nau fet paret comuna amb el frontis. Té dues campanes i la maquinària d'un antic rellotge manual. Un rellotge automàtic i elèctric es va instal·lar l'any 1994. La festa de Santa Cecília se celebra el 22 de novembre i la de Sant Vicenç el 22 de gener. La festa major del poble és el segon diumenge d'octubre.

## L'ermita de Santa Cecília
En el terme d'Estamariu, dalt de la muntanya, hi ha les restes d'una antiga ermita de Santa Cecília (documentada pels avis de la població), sols en resten les bases de les parets. Lloc de romiatge, el dia de la Santa, s'hi celebrava una missa i s'acabava la festa compartint un tall de coca i una presa de xocolata.